# Calcioburbankit
Calcioburbankit ist ein selten vorkommendes Mineral aus der Mineralklasse der „Carbonate und Nitrate“ (ehemals Carbonate, Nitrate und Borate). Es kristallisiert im hexagonalen Kristallsystem mit der idealisierten chemischen Zusammensetzung Na3(Ca,Ce,Sr,La)3(CO3)5 – ist also chemisch gesehen ein Natrium-Calcium-Carbonat mit mehr oder weniger hohen Gehalten an Strontium, Barium und SEE. Aufgrund der Gehalte an Cer kann das Mineral radioaktiv sein.
Calcioburbankit bildet oft nur schlecht ausgebildete, parallel der c-Achse gestreckte, isometrische bis prismatische Kristalle von bis zu 2 cm Länge und faserigen Kristallenden.
Die Typlokalität des Calcioburbankits ist der ehemalige „Poudrette-Quarry“ oder der ehemalige „Demix Quarry“ am Mont Saint-Hilaire (Koordinaten des Mont Saint-Hilaire), Regionale Grafschaftsgemeinde La Vallée-du-Richelieu, Montérégie, Québec, Kanada.

## Etymologie und Geschichte
Im Jahre 1972 erwarb das Canadian Museum of Nature (CMN) in Ottawa, Kanada, eine in den späten 1960er Jahren von dem Mineralsammler Jacques Bradley im „Poudrette-Quarry“ oder im „Demix Quarry“ am Mont Saint-Hilaire gefundene Mineralstufe. Jahre später wurde ein Programm initiiert, bei dem zusammen mit weiteren Carbonatmineralen vom Mont Saint-Hilaire aus der Sammlung des Museums und aus Aufsammlungen von Mitarbeitern des Museums die 1972 erworbene Stufe untersucht wurde, die sich hierbei als neue Phase erwies. Nach der Ermittlung der notwendigen kristallographischen, physikalischen und chemisch-kristallchemischen Eigenschaften wurde das Mineral der International Mineralogical Association (IMA) vorgelegt, die es im Jahre 1993 unter der vorläufigen Bezeichnung „IMA 1993-001“ als neues Mineral anerkannte.
Im Jahre 1995 erfolgte die wissenschaftliche Erstbeschreibung dieses Minerals durch ein Team kanadischer Wissenschaftler mit Jerry Van Velthuizen, Robert A. Gault und Joel D. Grice im kanadischen Wissenschaftsmagazin The Canadian Mineralogist als Calcioburbankit (englisch Calcioburbankite, russisch Кальциобурбанкит). Sie benannten das Mineral aufgrund der kristallchemischen Verwandtschaft mit Burbankit und dem dominierenden chemischen Element auf der B-Position der Kristallstruktur.
Das Typmaterial für Calcioburbankit (Holotyp) wird unter der Katalognummer 50804 in der Sammlung des Canadian Museum of Nature, Ottawa, Kanada, aufbewahrt.

## Klassifikation
Da der Calcioburbankit erst 1993 als eigenständiges Mineral von der IMA anerkannt und die Entdeckung erst 1995 publiziert wurde, ist er in der seit 1977 veralteten 8. Auflage der Mineralsystematik nach Strunz nicht aufgeführt. Er hätte dort zur gemeinsamen Mineralklasse der „Carbonate, Nitrate und Borate“ und dort zur Abteilung der „Carbonate“ gehört, wo er zusammen mit Burbankit, Bütschliit, Carbocernait, Eitelit, Fairchildit, Nyerereit, Sahamalith und Shortit die „Eitelit-Sahamalith-Gruppe“ mit der System-Nr. Vb/A.05 innerhalb der Unterabteilung „Wasserfreie Carbonate ohne fremde Anionen“ gebildet hätte.
Im zuletzt 2018 überarbeiteten und aktualisierten Lapis-Mineralienverzeichnis, das sich aus Rücksicht auf private Sammler und institutionelle Sammlungen noch nach der veralteten Systematik von Karl Hugo Strunz richtet, erhielt das Mineral die System- und Mineral-Nr. V/B.07-030. In der „Lapis-Systematik“ entspricht dies der Abteilung „Wasserfreie Carbonate [CO3]2−, ohne fremde Anionen“, wo Calcioburbankit zusammen mit Rémondit-(La), Rémondit-(Ce), Petersenit-(Ce), Burbankit, Khanneshit, Sanrománit und Carbocernait die Burbankit-Reihe mit der System-Nr. V/B.07 bildet.
Die seit 2001 gültige und von der IMA bis 2009 aktualisierte 9. Auflage der Strunz’schen Mineralsystematik ordnet den Calcioburbankit in die um die Borate reduzierte Klasse der „Carbonate und Nitrate“ und dort in die Abteilung der „Carbonate ohne zusätzliche Anionen; ohne H2O“ ein. Diese ist allerdings weiter unterteilt nach der in der Verbindung vorherrschenden Elementgruppe (Alkali- und/oder Erdalkalimetalle), so dass das Mineral entsprechend seiner Zusammensetzung in der Unterabteilung „Alkali- und Erdalkali-Carbonate“ zu finden ist, wo es zusammen mit Burbankit, Khanneshit und Sanrománit die „Burbankitgruppe“ mit der System-Nr. 5.AC.30 bildet.
Auch die vorwiegend im englischen Sprachraum gebräuchliche Systematik der Minerale nach Dana ordnet den Calcioburbankit wie die veraltete Strunz’sche Systematik in die gemeinsame Klasse der „Carbonate, Nitrate und Borate“ und dort in die Abteilung der „Wasserfreien Carbonate“ ein. Hier ist er zusammen mit Burbankit, Khanneshit und Sanrománit in der „Burbankitgruppe (Hexagonal)“ mit der System-Nr. 14.04.04 innerhalb der Unterabteilung „Wasserfreie Carbonate mit zusammengesetzter Formel A2+B2+2(CO3)4“ zu finden.

## Chemismus
Mittelwerte aus drei Mikrosondenanalysen an drei aus einem alterierten Pegmatit von der Typlokalität stammenden Calcioburbankit-Körnern lieferten 15,17 % Na2O; 11,81 % CaO; 0,46 % BaO; 7,65 % SrO; 9,30 % La2O3; 14,38 % Ce2O3; 1,26 % Pr2O3; 3,76 % Nd2O3; 0,48 % Sm2O3; 35,13 % CO2 (aus der Stöchiometrie berechnet); Summe 99,40 %. Mögliche Gehalte an Y, Eu, Gd, Tb, Dy, Ho, Er, Tm, Yb, Lu und Th konnten nicht nachgewiesen werden. Aus diesen Werten errechnet sich auf der Basis von 15 Sauerstoff-Atomen die empirische Formel Na3,07(Ca1,32Ce0,55Sr0,46La0,36Nd0,14Pr0,05Sm0,02Ba0,02)Σ=2,92(CO3)5, die zu Na3(Ca,REE,Sr)3(CO3)5 idealisiert werden kann. Ein ebenfalls von der Typlokalität, aber aus einem Marmor-Xenolith im Kontakt zu Hornfelsen stammender Calcioburbankit erwies sich als La-reich (mit La > Ce) und lieferte 13,81 % Na2O; 12,48 % CaO; 6,00 % BaO; 7,90 % SrO; 12,51 % La2O3; 10,89 % Ce2O3; 0,74 % Nd2O3; 34,98 % CO2 (aus der Stöchiometrie berechnet); Summe 100,64 %.
Die offizielle Formel der IMA für den Calcioburbankit trägt der Tatsache einer gelegentlichen La-Vormacht bei den SEE Rechnung und variiert die Formel von van Velthuisen und Kollegen zu Na3(Ca,Ce,Sr,La)3(CO3)5 Die Formelschreibweise nach Strunz lautet Na3(Ca,REE,Sr)3[CO3]5 und ist mit der Formel von van Velthuisen und Kollegen für den Calcioburbankit identisch – jedoch ist hier wie üblich der Anionenverband in einer eckigen Klammer zusammengefasst.
Die alleinige Elementkombination Na–Ca–Ce–Sr–La–C–O, wie sie der offiziellen Formel der IMA für den Calcioburbankit zu entnehmen ist, weist unter den derzeit bekannten Mineralen (Stand 2020) nur Calcioburbankit auf. Chemisch ähnlich sind Burbankit, (Na,Ca)3(Sr,Ba,Ce)3(CO3)5, Carbocernait, (Ca,Na)3(Sr,Ce,Ba)3(CO3)5, Khanneshit, (Na,Ca)3(Ba,Sr,Ce,Ca)3(CO3)5, und die unbenannte Phase UM1990-98-CO:BaCaNaREESr, (Na,Ca)3(Sr,Ba,Ce)3(CO3)5.
Calcioburbankit kann als das Ca-dominante Analogon zum Sr-dominierten Burbankit aufgefasst werden, wobei bei letzterem unter den Kationen auf der B-Position Strontium dominiert.
Aus chemischer Sicht gehört Calcioburbankit wie Burbankit, Khanneshit, Rémondit-(Ce), Rémondit-(La) und Petersenit-(Ce) in die Burbankit-Gruppe, bei der es sich um eine Gruppe aus sechs Mineralen mit der allgemeinen Formel А3В3(СО3)5 und А = Na > Ca, SEE3+ oder eine Vakanz (◻) sowie B = Sr, Ca, Ba, SEE3+ und/oder Na handelt. Alle von Julia Belovitskaya und Igor Pekov untersuchten Vertreter dieser Burbankit-Gruppe (94 Analysen) können in einem isomorphen System mit den – hypothetischen – Endgliedern (Na2Ca)М2+3(CO3)5 und Na3(SEE2Na)(CO3)5, mit М2+ = Sr, Ba und/oder Ca, beschrieben werden.

## Kristallstruktur
Die entsprechend der offiziellen Liste der IMA aktuelle Untersuchung zur Kristallstruktur des Calcioburbankits stammt von Julia Belovitskaya und Kollegen. Danach kristallisiert Calcioburbankit im hexagonalen Kristallsystem in der Raumgruppe P63mc (Raumgruppen-Nr. 186) mit den Gitterparametern a = 10,4974 Å und c = 6,4309 Å sowie zwei Formeleinheiten pro Elementarzelle.
Wie bei allen Vertretern der Burbankit-Gruppe bilden in der Kristallstruktur des Calcioburbankits achtfach koordinierte Polyeder mit gemeinsamen Flächen (in diesem Fall Na[8]-Polyeder) Ketten in Richtung der c-Achse [0001]. Die Ketten sind durch zehnfach koordinierte Polyeder (in diesem Fall (Ca,SEE,Sr)[10]-Polyeder) und CO3-Gruppen miteinander verbunden. Zwei der fünf CO3-Gruppen liegen in der (0001)-Ebene, die anderen drei sind geneigt. Im Einzelnen kann man sich das so vorstellen, dass – ähnlich wie beim Burbankit – in der Kristallstruktur des Calcioburbankits zwei unabhängige und geordnete Kationen-Positionen in den Zentren von Polyedern mit acht bzw. zehn Scheitelpunkten (A und B) existieren, die durch Sauerstoff-Atome und drei mit C(1), C(2) und C(3) bezeichnete Arten von Carbonatgruppen mit unterschiedlichen Orientierungen gebildet werden. Im Calcioburbankit werden die Polyeder mit zehn Scheitelpunkten (B) überwiegend von Ca besetzt. Dies spiegelt sich in beiden Elementarzellenparametern des Calcioburbankits wider, deren Werte niedriger sind als die des Burbankits. Neben Ca wird diese B-Position von Sr, SEE sowie in untergeordnetem Maße von Ba und Na besetzt. Der Einbau von Na-Atomen in die Zehn-Vertex-Polyeder ist typisch für Rémondit. In der Calcioburbankit-Struktur wird – im Gegensatz zu Burbankit und Khanneshit – die A-Position jedoch nicht nur von Na und Ca, sondern auch von einer kleinen Menge SEE besetzt. Calcioburbankit war der erste Vertreter von Mineralen dieses Strukturtyps, bei dem das Vorhandensein von SEE auf der A-Position beobachtet wurde.
Calcioburbankit ist mit Burbankit und Khanneshit isotyp (isostrukturell).

## Eigenschaften

### Morphologie
An der Typlokalität findet sich Calcioburbankit in oft nur schlecht ausgebildeten, parallel [0001] gestreckten, prismatischen Kristallen von bis zu 2 cm Länge mit dem trachtbestimmenden Prisma {1010} oder in Form von mehr oder weniger isometrischen, nach {1010} prismatischen Kristallen mit dem Basispinakoid {0001} und faserigen Terminierungen (Kristallenden). Diese Kristalle sind gelegentlich an der Oberfläche in Ankylit-(Ce) umgewandelt. Ferner wurden bis 4 mm lange, scharfkantige, wachsartige, prismatische Kristalle mit pyramidalen Endflächen beschrieben. Am häufigsten sollen weiße bis beigefarbene epitaktische Überwachsungen auf Petersenit-(Ce)-Kristallen sein. Alle diese Varietäten stammen aus hydrothermal umgewandelten, SEE-reichen Pegmatitzonen im Mont Saint-Hilaire. Ein Einzelfund in einem Marmor-Xenolith lieferte kurzprismatische, bis 1,5 mm lange prismatische Kristalle mit der Dipyramide {1011}.

### Physikalische und chemische Eigenschaften
Die Kristalle des Calcioburbankits der Typlokalität sind tief orangefarben, blassrosa, weiß, seidenweiß oder hellbeige. Seine Strichfarbe wird mit weiß angegeben. Die Oberflächen der durchscheinenden Kristalle des Calcioburbankits zeigen einen charakteristischen glas- und gelegentlich auch seidenartigen Glanz. Calcioburbankit besitzt entsprechend diesem Glasglanz eine hohe Lichtbrechung (nε = 1,631; nω = 1,636), aber nur eine sehr niedrige Doppelbrechung (δ = 0,005). Im durchfallenden Licht ist der einachsig negative Calcioburbankit farblos und zeigt keinen Pleochroismus.
Calcioburbankit weist eine unvollkommene Spaltbarkeit nach {1010} auf. Aufgrund seiner Sprödigkeit bricht das Mineral aber ähnlich wie Quarz, wobei die Bruchflächen muschelig ausgebildet sind. Calcioburbankit besitzt eine Mohshärte von 3 bis 4 und gehört damit zu den mittelharten Mineralen, die sich wie die Referenzminerale Calcit (Härte 3) mit einer Kupfermünze und Fluorit (Härte 4) mit einem Taschenmesser leicht ritzen lassen. Die gemessene Dichte für Calcioburbankit beträgt 3,43 g/cm³, die berechnete Dichte 3,46 g/cm³.
Das Mineral zeigt weder im langwelligen (356 nm) noch im kurzwelligen (254 nm) UV-Licht eine Fluoreszenz. Calcioburbankit ist leicht in kalter, 10%iger Salzsäure, HCl, löslich.

## Vorsichtsmaßnahmen
Calcioburbankit wird durch seinen Gehalt an Seltenerdelementen sowie Anteilen radioaktiver Isotope der SEE Cer und Lanthan als schwach radioaktiv eingestuft und weist eine spezifische Aktivität von etwa 488 Bq/g auf (zum Vergleich: natürliches Kalium 30,346 Bq/g). Trotz der nur schwachen Radioaktivität des Minerals sollten Mineralproben von Calcioburbankit nur in staub- und strahlungsdichten Behältern, vor allem aber niemals in Wohn-, Schlaf- und Arbeitsräumen aufbewahrt werden. Ebenso sollte eine Aufnahme in den Körper (Inkorporation, Ingestion) auf jeden Fall verhindert und zur Sicherheit direkter Körperkontakt vermieden sowie beim Umgang mit dem Mineral Atemschutzmaske und Handschuhe getragen werden.

## Bildung und Fundorte
Calcioburbankit ist ein spät gebildetes Mineral und fand sich in SEE-reichen, hydrothermal umgewandelten Zonen von Pegmatiten sowie in einem Marmor-Xenolith im Umfeld eines Nephelinsyenit-Komplexes.
Daneben wurden auch Vorkommen von Calcioburbankit in Karbonatiten („Vuorijärvi“; Chibinen; „Arbarastakh“, Jakutien; „Srednjaja Zima“, Sibirien) identifiziert.
Begleitminerale des Calcioburbankits an seiner Typlokalität sind in den umgewandelten Pegmatiten Ankylit-(Ce), Calcit, Donnayit-(Y), Fluorapatit, Natrolith, Pyrit, Rhodochrosit, Rutil und ein Mineral der Chloritgruppe; im Marmor-Xenolith hingegen Aegirin, Calcit, Fluorit, Galenit, Leukophan, Manganoneptunit, Mikroklin, Molybdänit-2H und Molybdänit-3R, Narsarsukit, Pektolith, Pyrit, Schairerit, Shortit, Sodalith, Sphalerit, Thermonatrit sowie Titanit. In Epitaxien überzieht er Petersenit-(Ce).
Als sehr selten vorkommende Mineralbildung ist Calcioburbankit (Stand 2020) neben seiner Typlokalität nur von rund fünf weiteren Fundpunkten bekannt.
Die Typlokalität des Calcioburbankits ist der ehemalige „Poudrette-Quarry“ oder der ehemalige „Demix Quarry“ am Mont Saint-Hilaire, Regionale Grafschaftsgemeinde La Vallée-du-Richelieu, Montérégie, Québec, Kanada.
Weitere Fundorte für Calcioburbankit sind:
- das Alkaligesteins-Ultrabasit-Massiv „Vuoriyärvi“ (russisch массив Вуориярви), Nord-Karelien, Oblast Murmansk, Halbinsel Kola, Russland
- Calcit-Karbonatite im Chibinen-Massiv, Oblast Murmansk, Halbinsel Kola, Russland
- der u. a. aus Magnetit, Pyroxeniten, und Syeniten aufgebaute Karbonatit-Komplex „Arbarastakh“ in der Republik Sacha (Jakutien), Föderationskreis Ferner Osten, Russland
- „Srednjaja Zima“, Sibirien[17]
- die SEE-Lagerstätte „Lugeengol“ (auch als Lugin Gol, Lugiin Gol oder Lugin Gel bekannt) im Sum Chöwsgöl, Aimag Dorno-Gobi, Mongolei

Fundorte für Calcioburbankit aus Deutschland, Österreich und der Schweiz sind damit unbekannt.

## Verwendung
Aufgrund seiner Seltenheit hat Calcioburbankit keine kommerzielle Bedeutung und ist nur für Mineralsammler interessant.